# Montería

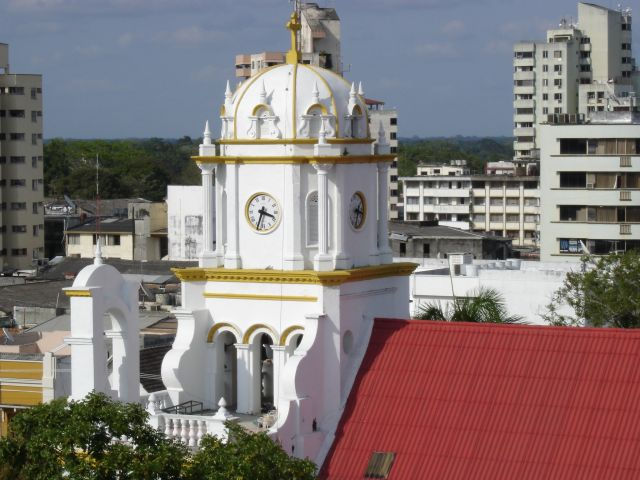
Katedra w mieście Monteria

Montería – miasto w północnej Kolumbii, położone 50 km od wybrzeża Morza Karaibskiego, nad rzeką Sinú. Liczy ok. 400 tys. mieszkańców. Stolica rzymskokatolickiej diecezji Montería.
Od 1964 r. w mieście działa uniwersytet.